# Apel·les d'Ascaló
Apel·les (en grec antic: Ἀπελλῆς, llatí: Apelles), natural d'Ascaló (Palestina), va ser un poeta tràgic del temps de l'emperador Calígula. És conegut per Dió Cassi i Suetoni, que diuen que va mantenir relacions íntimes amb l'emperador.